# Au sud de nulle part
Au sud de nulle part : Contes souterrains (titre original : South of no north, stories of the buried life) est un recueil de nouvelles de Charles Bukowski publié en 1973 et paru en France en 1982 aux éditions Grasset & Fasquelle.
Les nouvelles, généralement très courtes, s'apparentent à des brèves plus ou moins inspirées des expériences personnelles de l'auteur.

## Liste des nouvelles
- Solitude (Loneliness)
- Tap tap contre le rideau (Bop bop against that curtain)
- Toi, ta bière et ta célébrité (You and your beer and how great you are)
- Paradis interdit (No way to paradise)
- Politique (Politics)
- L'Amour pour $17,50 (Love for $17.50)
- Deux pochards (A couple of winos)
- Maja Thurup
- Les Tueurs (The killers)
- Un homme (A man)
- La Classe (Class)
- Arrêtez de lorgner mes nénés, mister (Stop staring at my tits, mister)
- À propos d'un drapeau vietcong (Something about a vietcong flag)
- Tu ne sais pas écrire une histoire d'amour (You can't write a love story)
- Guerre et Taule (Remember Pearl Harbor ?)
- Pittsburgh Phil and Co.
- Dr. nazi
- Le Christ à patins à roulettes (Christ on roller skates)
- L'Expéditionnaire au nez rouge (A shipping clerk with a red nose)
- Le diable était en chaleur (The devil was hot)
- Tripes (Guts)
- "Un boulot comme un autre" (Hit Man)
- Voilà ce qui a tué Dylan Thomas (This is what killed Dylan Thomas)
- Pas de cou et mauvais comme une teigne (No neck and bad as hell)
- Les morts aiment ainsi (The way the dead love)
- Tous les trous du cul de la terre et le mien (All the assholes in the world and mine)
- Confessions d'un homme assez fou pour vivre avec des bêtes (Confessions of a man insane enough to live with beasts)

## Extrait
« Terne combat, combat au finish. Il était plus gros, un peu plus vieux et plus lourd, mais j'étais le plus cinglé des deux. On a arrêté d'un commun accord - je saurais pas expliquer ça, faut le vivre pour comprendre, mais quand deux types se tapent dessus depuis huit ou neuf heures, une étrange fraternité se noue. »
Tap tap contre le rideau (traduction de Brice Matthieussent)